# Шилово (Островский район)
Шилово — деревня в Бережанской волости Островского района Псковской области.
Расположена в 18 км к западу от центра города Остров и в 11 км к юго-западу от деревни Рубилово. Юго-западнее находится деревня Икрово.
Численность населения деревни по состоянию на 2000 год составляла 4 человека.
До 2005 года деревня входила в состав ныне упразднённой Калининской волости с центром в д. Рубилово.